# Пустош (Бабушкінський район)
Пу́стош (рос. Пустошь) — присілок у складі Бабушкінського району Вологодської області, Росія. Входить до складу Міньковського сільського поселення.

## Населення
Населення — 5 осіб (2010; 15 у 2002).
Національний склад (станом на 2002 рік):
- росіяни — 100 %